# Briastre
Briastre är en kommun i departementet Nord i regionen Hauts-de-France i norra Frankrike. Kommunen ligger i kantonen Solesmes som tillhör arrondissementet Cambrai. År 2022 hade Briastre 695 invånare.

## Befolkningsutveckling
Antalet invånare i kommunen Briastre
| Referens: INSEE |